# The meaning of peace
「the meaning of peace」（ザ・ミーニング・オブ・ピース）は、倖田來未とBoAのデュエットによるシングル。
2001年12月19日にavex traxよりリリースされた。

## 解説
アメリカ同時多発テロ事件を受けて小室哲哉と松浦勝人が立ち上げたチャリティープロジェクト『songnation』（一部では『song+nation』と記載される）の第2弾シングル。
songnationの曲を集めたアルバム『various artists featuring songnation』に収録された。また、倖田來未の『OUT WORKS & COLLABORATION BEST』にも収録された。
浜崎あゆみ&KEIKO、安室奈美恵&VERBALと共に2001年12月28日の『ミュージックステーションスーパーライブ』で一夜限りのライブを行った。
倖田來未のソロバージョンは『love across the ocean』、『BEST〜first things〜』の初回盤に、BoAのソロバージョンは『LISTEN TO MY HEART』に収録されている。
「meaning of peace(tatsumaki remix)」がリミックス・アルバム『song+nation 2 -trance-』に収録されている。
ジャケット・アートワークの撮影は、自身の誕生日（撮影当時19歳）である11月13日に即行。その際、楽屋控え室のテーブルにマネージャー自ら和紙を購入、フラワーアレンジ・製作をした19本の赤いバラが置かれていたという。

## 収録曲
1. the meaning of peace (original mix)
作詞・作曲・編曲：Tetsuya Komuro
2. the meaning of peace (tv mix)

## 収録作品

### 倖田來未 & BoA
- 『VARIOUS ARTISTS FEATURING songnation』(Various Artists)
- 『OUT WORKS & COLLABORATION BEST』(倖田來未)

### BoAソロバージョン
- 『LISTEN TO MY HEART』

### 倖田來未ソロバージョン
- 『love across the ocean』(シングル)
- 『BEST 〜first things〜』(ベスト、初回盤のみ)
- 『LIVE TOUR 2005 〜first things〜 deluxe edition』(映像作品)
  - 『BEST 〜second session〜』(ベスト、LIMITED EDITIONに付属)